# Besora
Besora es una entidad de población española del municipio de Navés, perteneciente a la provincia de Lérida, en la comunidad autónoma de Cataluña. 

## Historia
Hacia mediados del siglo XIX, el lugar, por entonces con ayuntamiento propio, tenía contabilizada una población de 68 habitantes. Aparece descrito en el cuarto volumen del Diccionario geográfico-estadístico-histórico de España y sus posesiones de Ultramar de Pascual Madoz con las siguientes palabras:

BESORA: l. con ayunt. en la prov. de Lérida (16 1/2 leg.), partido jud. y dióc. de Solsona (1 1/4), aud. terr. y c. g. de Cataluña (Barcelona 15): sit. á la izq. del r. Cardaner, en terreno muy quebrado, combatido principalmente por los vientos del N. y O., con clima frio y propenso á enfermedades catarrales. Forma la poblacion diversos cas. diseminados por el térm., siendo los mas notables los llamados San Martin de Valltolra hácia el N., Sto. Tomás de Montañá al S., y San Esteban de la Costa, hácia el NE. Hay una igl. parr. dedicada á San Saturnino: servida por un cura de provision de S. M., y un vicario, teniendo aquel obligacion de celebrar misa en dichos cas. en ciertos dias festivos. No tiene edificio alguno digno de notarse, si no es una ant. torre de piedra sillar, llamada Castillo de Besora; las fuentes son insignificantes, sirviéndose los vec. para todas sus necesidades del agua de pozos y balsas. Confina el term. N. Castelló; E. Navés; S. Olius, y O. Torrens, (cruzando el r. Cardaner por medio), y se estiende de N. á S. 1 1/2 hora, y 1 3/4 de E. á O. El terreno es montuoso, secano y algo poblado de pinos, robles y encinas. Los caminos son de travesia y en mal estado ; el correo se recibe de Solsona por cuenta de los interesados. prod.: trigo, (llamado vulgarmente blat-gros por ser los granos de gran tamaño), centeno, bellotas, muchas patatas, legumbres y pastos, con los cuales se sostiene ganado lanar, cabrio y vacuno: hay mucha caza de perdices y conejos. pobl. 15 vec., 68 alm.; aunque los datos oficiales únicamente espresan 9 vec. y 52 alm. riqueza, imp.: 26,080 rs.; asciende el presupuesto municipal á 500 rs., el cual se cubre por reparto entre los vec.
(Madoz, 1846, p. 294)

En la actualidad, pertenece al municipio de Navés. En 2022, la entidad singular de población tenía empadronados 53 habitantes.